# Функциональная схема
Функциональная схема — документ, разъясняющий процессы, протекающие в отдельных функциональных цепях изделия (установки) или изделия (установки) в целом. Функциональная схема является экспликацией (поясняющим материалом) отдельных видов процессов, протекающих в целостных функциональных блоках и цепях устройства.

## Принципы построения функциональной схемы
Функциональная схема — вид графической модели изделия. Их использование и построение позволяет наглядно отразить устройство функциональных (рабочих) изменений, описание которых оперирует любыми (в том числе и несущественными) микросхемами, БИС и СБИС. Поскольку функциональные схемы не имеют собственной системы условных обозначений, их построение допускает сочетание кинематических, электрических и алгоритмических обозначений (для таких схем более подходящим термином оказывается комбинированные схемы)